# Học viện Quản lý Singapore
Học viện Quản lý Singapore (tiếng Anh: Singapore Institute of Management - SIM, tiếng Trung: 新加坡管理学院, Tân Gia Ba Quản lý Học viện) là tập đoàn giáo dục đào tạo hàng đầu tại Singapore với một nền tảng giáo dục lâu đời và tiên tiến. Được thành lập năm 1964 bởi Ủy ban Phát triển Kinh tế Singapore với nhiệm vụ chính là nuôi dưỡng và phát triển nguồn nhân lực cho Singapore.
Trong những năm đầu thành lập, học viện hoạt động gần giống như một trung tâm đào tạo quản lý cho các nhân sự cấp cao. Năm 1973, lần đầu tiên, SIM giới thiệu chương trình đào tạo cấp Chứng Chỉ về Nghiên cứu Quản lý và kể từ đó phát triển một loạt các chương trình đào tạo chứng chỉ, bằng cử nhân, thạc sĩ và tiến sĩ thông qua việc hợp tác với các trường đại học quốc tế.
Hiện nay, tập đoàn giáo dục SIM có 4 thành viên, gồm viện Giáo dục Toàn Cầu SIM (SIM Global Education), Đại học SIM (SIM University), Viện Phát triển Nhân Lực cấp cao SIM (SIM Professional Development) và Viện thành viên SIM (SIM Membership Services).

## Giáo dục Toàn Cầu của SIM (SIM Global Education - SIM GE)
Giáo dục Toàn Cầu của SIM là một đơn vị đào tạo tư nhân có trụ sở tại Singapore. SIM Global Education cũng là một trong bốn thành viên của tập đoàn giáo dục SIM, chuyên cung cấp các chương trình đào tạo chứng chỉ, đào tạo trước và sau đại học, phối hợp cùng các đối tác là các trường đại học tại Úc, Anh quốc, Mỹ và Thụy Sĩ. Sinh viên có thể học tại Singapore và tốt nghiệp với văn bằng do trường nước ngoài cấp. Các môn học chuyên ngành bao gồm: nghệ thuật, kinh doanh, truyền thông, tài chính, công nghệ thông tin, dịch vụ nhà hàng-khách sạn, quản lý và tâm lý học.

## Khu học xá
Học viện có bốn cơ sở tại Clementi, Đại lộ Namly và Ulu Pandan (khu ký túc xá) và hiện đang mở rộng thêm một cơ sở. SIM Global Education hiện tại có 19.500 sinh viên đang theo học.

## Học bổng
Tất cả các sinh viên đều có thể nộp đơn xin cấp học bổng SIM GE. Những cá nhân nhận học bổng sẽ được tài trợ toàn bộ học phí. Học bổng được cấp cho các sinh viên có kết quả học tập xuất sắc hoặc đạt được những thành tích cao trong thể thao, nghệ thuật. Học bổng không đòi hỏi sinh viên phải thực hiện bất kì cam kết nào.
Tại Việt Nam, SIM được Bộ Giáo Dục và Đào tạo công nhận văn bằng và có đại diện pháp nhân chính thức hoạt động dưới sự hỗ trợ của Bộ Giáo Dục và Đào tạo. Hằng năm, SIM tổ chức định kỳ các kỳ kháo thí cho các sinh viên có tiềm năng từ Việt Nam để cấp các suất học bổng có giá trị.

## Các trường Đại Học liên kết
- Đại học George George Washington,, Mỹ
- Trường Tài chính Ifs (hiện nay LIBF), Anh Quốc
- Học viện Quản lý Khách sạn Quốc tế IMI, Thụy Sĩ
- Đại học RMIT, Úc
- Đại học Manchester, Anh Quốc
- Đại học Sheffield, Anh Quốc
- Đại học Sydney, Úc
- Đại học Warwick, Anh Quốc
- Đại học Birmingham, Anh Quốc
- Đại học Buffalo, Đại học Bang New York, Mỹ
- Đại học Luân Đôn, Anh Quốc
- Đại học Wollongong, Úc

## Các chương trình dành cho sinh viên Quốc tế

### Đại học RMIT, Úc
- Cử nhân Kinh doanh (Kinh tế và Tài chính)
- Cử nhân Kinh doanh (Quản lý)
- Cử nhân Kinh doanh (Tiếp thị)

### Học viện Quản lý Singapore
- Chứng chỉ Kế toán
- Chứng chỉ Nghiên cứu Quản lý

### Đại học Birmingham, Anh Quốc
- Cử nhân (Danh dự) Quản lý Kinh doanh
- Cử nhân (Danh dự) Kinh doanh Quốc tế

### Đại học Sheffied, Anh Quốc
- Cử nhân (Danh dự) Kế toán và Quản lý Tài chính

### Đại học Buffalo, Đại học Bang New York, Mỹ
- Cử nhân Truyền thông
- Cử nhân Tâm lý học
- Củ nhân Xã hội học
- Cử nhân Kinh tế học
- Cử nhân Quản trị Kinh doanh
- Văn bằng kép -  Cử nhân Quản trị Kinh doanh và Cử nhân Tâm lý học
- Chuyên ngành kép – Cử nhân Truyền thông và Tâm lý học
- Chuyên ngành kép – Cử nhân Truyền thông và Xã hội học
- Chuyên ngành kép – Cử nhân Tâm lý học và Xã hội học

### Đại học Luân Đôn, Anh Quốc
- Cử nhân (Danh dự) Kế toán và Tài chính
- Cử nhân (Danh dự) Ngân hàng và Tài chính
- Cử nhân (Danh dự) Kinh doanh
- Cử nhân (Danh dự) Điện toán Sáng tạo
- Cử nhân (Danh dự) Điện toán và Hệ thống Thông tin
- Cử nhân (Danh dự) Kinh tế
- Cử nhân (Danh dự) Kinh tế và Tài chính
- Cử nhân (Danh dự) Kinh tế và Quản lý
- Cử nhân (Danh dự) Hệ thống Thông tin và Quản lý
- Cử nhân (Danh dự) Quản lý
- Cử nhân (Danh dự) Toán học và Kinh tế học
- Chứng chỉ Kinh tế học

### Đại học Wollongong, Úc
- Cử nhân Khoa học Máy Tính (Bảo mật Hệ thống Kỹ thuật số)
- Cử nhân Khoa học Máy Tính (Phát triển Truyền thông đa phương tiện và Trò chơi)
- Cử nhân Khoa học (Tâm lý học)

### Học viện Quản lý Khách sạn Quốc tế (IMI), Thụy Sĩ
- Chứng chỉ nâng cao về Quản lý Khách sạn Quốc tế